# 花岡領太
花岡 領太（はなおか りょうた、1995年8月22日 - ）は、日本の元俳優、元歌手、元タレント、元読者モデルであり、ボーイズグループNORDの元メンバー。北海道札幌市出身。血液型A型。2020年3月31日をもってソニーミュージック、及びCREATIVE OFFICE CUEを退社。

## 略歴
北海高等学校在学中から歌を始め、EXPG札幌校に通い本格的に技能を磨く。その後、高校生シンガーとして道内を中心に活動し、役者としても舞台を中心に出演するようになる。
2015年、ソニーミュージックとCREATIVE OFFICE CUEによる北海道男子限定オーディション『アオタガイ学園』(札幌テレビ放送)にて準グランプリに選ばれ、2016年にNORDのメンバーとしてデビュー。
読モBOYS&GIRLS公式ファッションチーム、FLASH SAPPOROの2期生メンバーとしても活動していたが、2016年6月、元メンバーの春木大輔と共に卒業しNORDの活動に専念することを発表。
2020年3月8日、同月末をもってグループ卒業、及び所属事務所の退社を発表。

## 人物・エピソード
- 素人時代から歌唱力に定評があり、ヤマハ主催の音楽コンテストで優秀賞受賞。地元のボーカルコンテストではグランプリを受賞。約3万人が参加した「VOCAL BATTLE AUDITION 4」では150人まで残り注目されるなどしばしば高い評価を受けており、NORDでは結成当初からメインボーカルを務めていた。
- バナナマンの大ファンであることを公言している。
- 趣味の一つにトレーニングを挙げており、自身が出演した北海道オールトヨタのCMでその肉体美を披露した。
- 性格は内向的であるとのこと。自身がパーソナリティを務めるラジオなどでは度々暗かった高校生時代のエピソードを話している。
- 小学生時代、就寝時に聴き込んでいたラジオをきっかけにトーク力を養った。人を引き込むような話術が特徴で、ごきげんようじ出演時には木村洋二から「保険の営業マンのようなトーク」、アキトム!出演時には小橋亜樹から「思わず壺を買ってしまいそうになる喋り」と評された。
- 雑学にも長け、その培われた幅広い知識を活かしたトークも得意とする。
- 事務所の元先輩である戸次重幸と仲が良く、また戸次も「いつでも安心して聞ける」とその話術に一目を置いている。
- アオタガイ学園でMCを務めたグランジ遠山と同じ札幌市立平岸中学校出身である。またNORDの安保卓城は高校時代の2期後輩にあたる。お互い高校生時代に面識はなかった。
- 一人っ子。
- 2023年2月24日、以前より親交の深かった東李苑からのオファーを受け、東の冠ラジオ「東李苑のおしゃべりシフォンケーキ」にゲストとして登場し、事務所を退社後初めて公の場に姿を現した。出演した際に近況についても語っており、現在はエイベックス・マネジメントにて新人開発やタレントの育成を行っていることが明らかとなった。またその他に、アイドルグループのライブ演出やキッズダンサーの講師等、多岐にわたって活動していることも明かされた。
- 幼少期から視力が悪く眼鏡を使用していたが、ICL手術を受け視力が回復したことを自身のInstagram内で報告している。
- 自他共に認める美容男子であり、グループ在籍時から美容キャラとして度々に美容にまつわる発信を行っていた。特に歯列矯正、ホワイトニング、全身脱毛、ハイフ、アートメイク、ピーリングの施術は定期的行っているとのこと。

## 出演

### テレビ

#### バラエティ
- アオタガイ学園（2015年10月2日 - 2016年3月25日、札幌テレビ放送）[2]- レギュラー出演
- レバレバ！ノール（2017年9月 - 2018年5月25日、北海道文化放送）[3] - レギュラー出演
- 夜のお楽しみ寝落ちちゃん（2017年10月3日 - 2019年3月26日、北海道テレビ）- 不定期出演
- NORDのさっぽろキラキライフ（2018年4月1日 - 2021年3月28日、北海道放送）[4]- レギュラー出演

#### ドラマ
- チャンネルはそのまま!　第1話（2019年3月18日 - 3月22日、北海道テレビ)

### WEB番組
- あれほど逃げろと言ったのに… FILE 03（2019年8月26日、AbemaTV）

### ラジオ
- なにぬねのーる（2016年10月7日 - 2018年9月26日、FMアップル）- レギュラー出演
- 今夜はNORDナイト！（2017年4月7日 - 、HBCラジオ）- レギュラー出演
- 東李苑のおしゃべりシフォンケーキ（2023年2月24日、FM NORTH WAVE）
- Apple Smile （2024年9月2日、FMアップル）
- RADIO GROOVE（2024年9月4日、FM NORTH WAVE）
- G'-ora 〜ジオラ〜（2024年9月5日、AIR-G'）

### 舞台
- CROSS〜失われた始まりの記憶〜（2012年1月21日 - 22日、BLOCH）
- プラズマニア第12回公演『深海シティアンダーグラウンド』（2013年4月26日 - 28日、コンカリーニョ）

### イベント
- LOOP vol.6（2015年8月11日、Zepp DiverCity Tokyo）
- THE EGG STAGE「Wi-Fes 2024 Summer」（2024年8月31日、ジョブキタ北八劇場） - MC
- サウンドバトル北海道 2024 決勝大会 （2024年11月30日、ジョブキタ北八劇場） - 審査員

### ナレーション
- タイトル未定の撮れ高は未定（2025年3月23日、北海道放送） - 初回ナレーションを担当

### CM
- 北海道オールトヨタ Web CM「車でダイエット!?」（2019年8月）